# Tour de los Gimnastas Superestrellas
El Tour de los gimnastas estrellas (en inglés: The Tour of Gymnastics Superstars) fue una gira de conciertos que resaltaba el talento de 17 gimnastas estadounidenses, al igual que artistas musicales como Jordan Pruitt, Carly Patterson, y KSM. El tour visitó 34 ciudades diferentes de veinte estados del país, entre septiembre y noviembre de 2008.
El primer show tuvo lugar en Reno, Nevada e incluyó una actuación de Hannah Montana y del actor Mitchel Musso.

## Fechas del Tour
| Date             | City                          | Arena                     |
| ---------------- | ----------------------------- | ------------------------- |
| 7 de septiembre  | Reno, Nevada                  | Lawlor Events Center *    |
| 14 de septiembre | San Diego, California         | San Diego Sports Arena ** |
| 19 de septiembre | Phoenix, Arizona              | US Airways Center         |
| 20 de septiembre | Anaheim, California           | Honda Center              |
| 21 de septiembre | San José, California          | HP Pavilion               |
| 24 de septiembre | Sacramento, California        | ARCO Arena                |
| 26 de septiembre | Portland, Oregón              | Rose Garden Arena         |
| 27 de septiembre | Tacoma, Washington            | Tacoma Dome               |
| 28 de septiembre | Spokane, Washington           | Spokane Arena             |
| 4 de octubre     | Broomfield, Colorado          | Broomfield Event Center   |
| 5 de octubre     | Colorado Springs, Colorado    | World Arena               |
| 9 de octubre     | Tulsa, Oklahoma               | BOK Center                |
| 10 de octubre    | Houston, Texas                | Toyota Center             |
| 11 de octubre    | Dallas, Texas                 | American Airlines Center  |
| 12 de octubre    | North Little Rock, Arkansas   | Alltel Arena              |
| 15 de octubre    | Rosemont, Illinois            | Allstate Arena            |
| 16 de octubre    | Nashville, Tennessee          | Sommet Center             |
| 19 de octubre    | Raleigh, Carolina del Norte   | RBC Center                |
| 23 de octubre    | Filadelfia, Pensilvania       | Wachovia Center           |
| 24 de octubre    | University Park, Pensilvania  | Bryce Jordan Center       |
| 25 de octubre    | East Rutherford, Nueva Jersey | Izod Center               |
| 26 de octubre    | Boston, Massachusetts         | TD Banknorth Garden       |
| 29 de octubre    | Bridgeport, Connecticut       | Arena at Harbor Yard      |
| 30 de octubre    | Washington D. C.              | Verizon Center            |
| 1 de noviembre   | Columbus, Ohio                | Schottenstein Center      |
| 2 de noviembre   | Detroit, Míchigan             | Joe Louis Arena           |
| 6 de noviembre   | Cleveland, Ohio               | Quicken Loans Arena       |
| 7 de noviembre   | East Lansing, Míchigan        | Breslin Center            |
| 8 de noviembre   | Rockford, Illinois            | Rockford MetroCentre      |
| 9 de noviembre   | Saint Paul, Minnesota         | Xcel Energy Center        |
| 13 de noviembre  | Milwaukee, Wisconsin          | Bradley Center            |
| 14 de noviembre  | Des Moines, Iowa              | Wells Fargo Arena         |
| 15 de noviembre  | San Luis, Misuri              | Scottrade Center          |
| 16 de noviembre  | Kansas City, Misuri           | Sprint Center             |

notas:

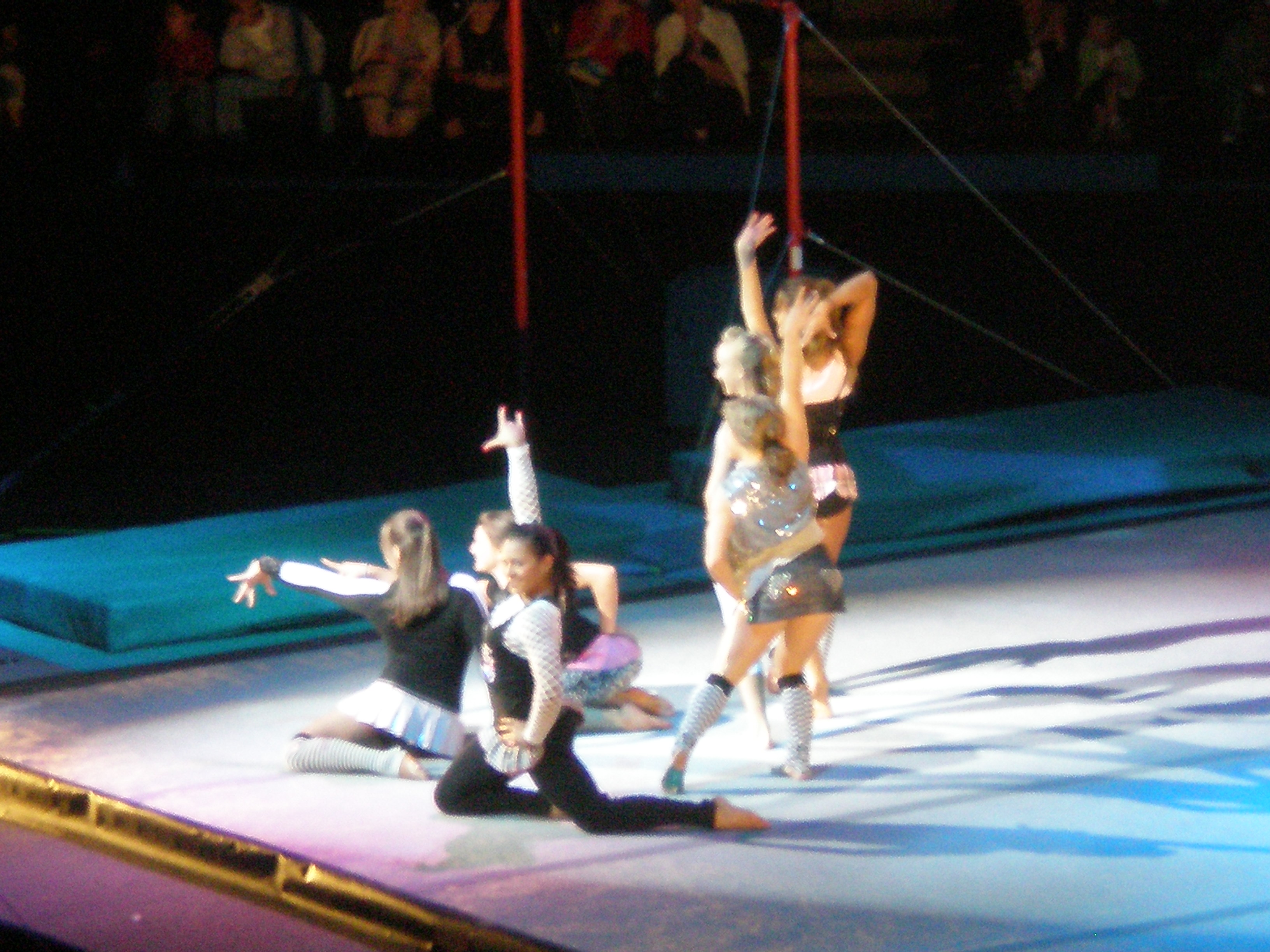
Actuación femenina

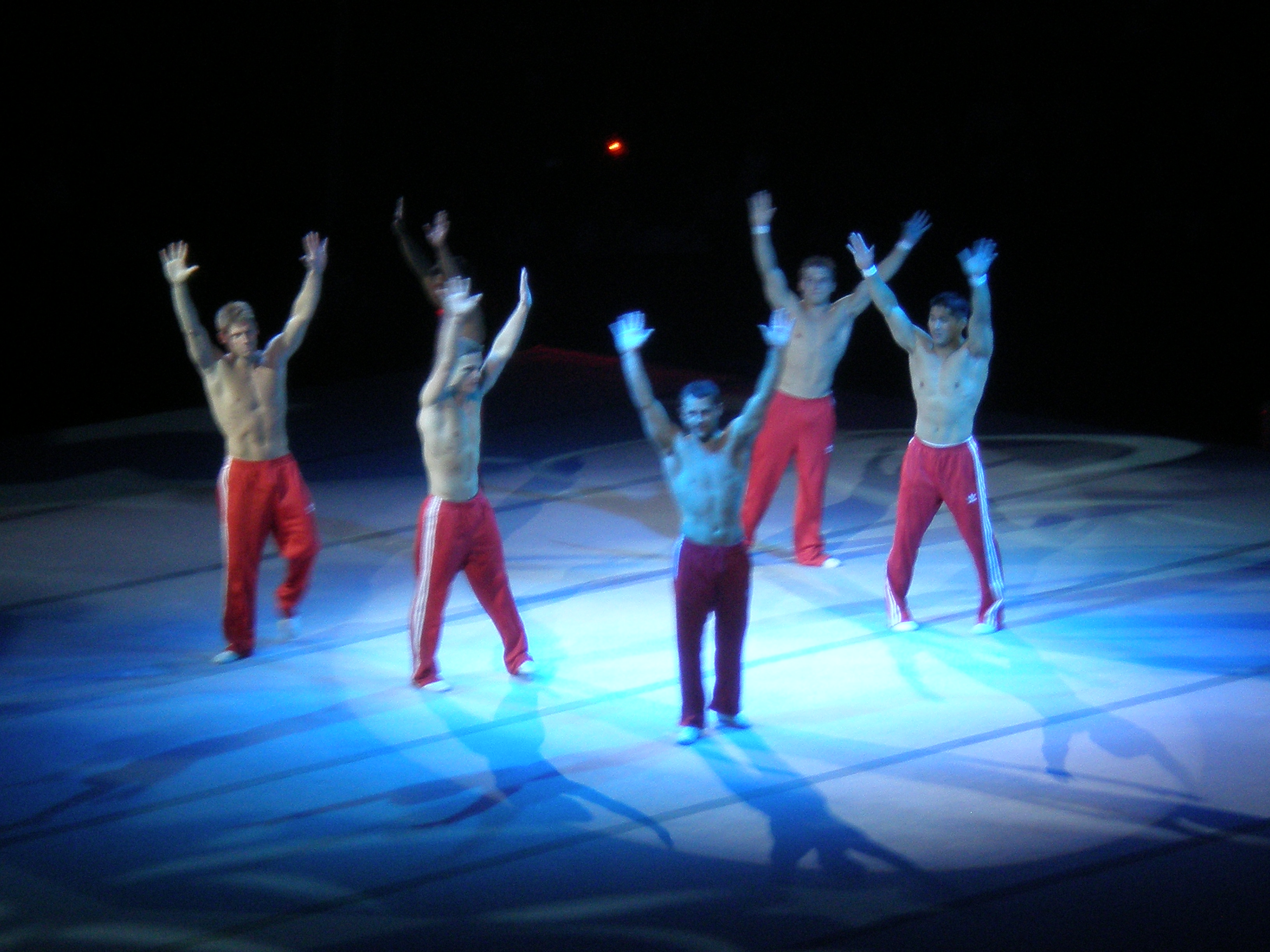
Actuación masculina

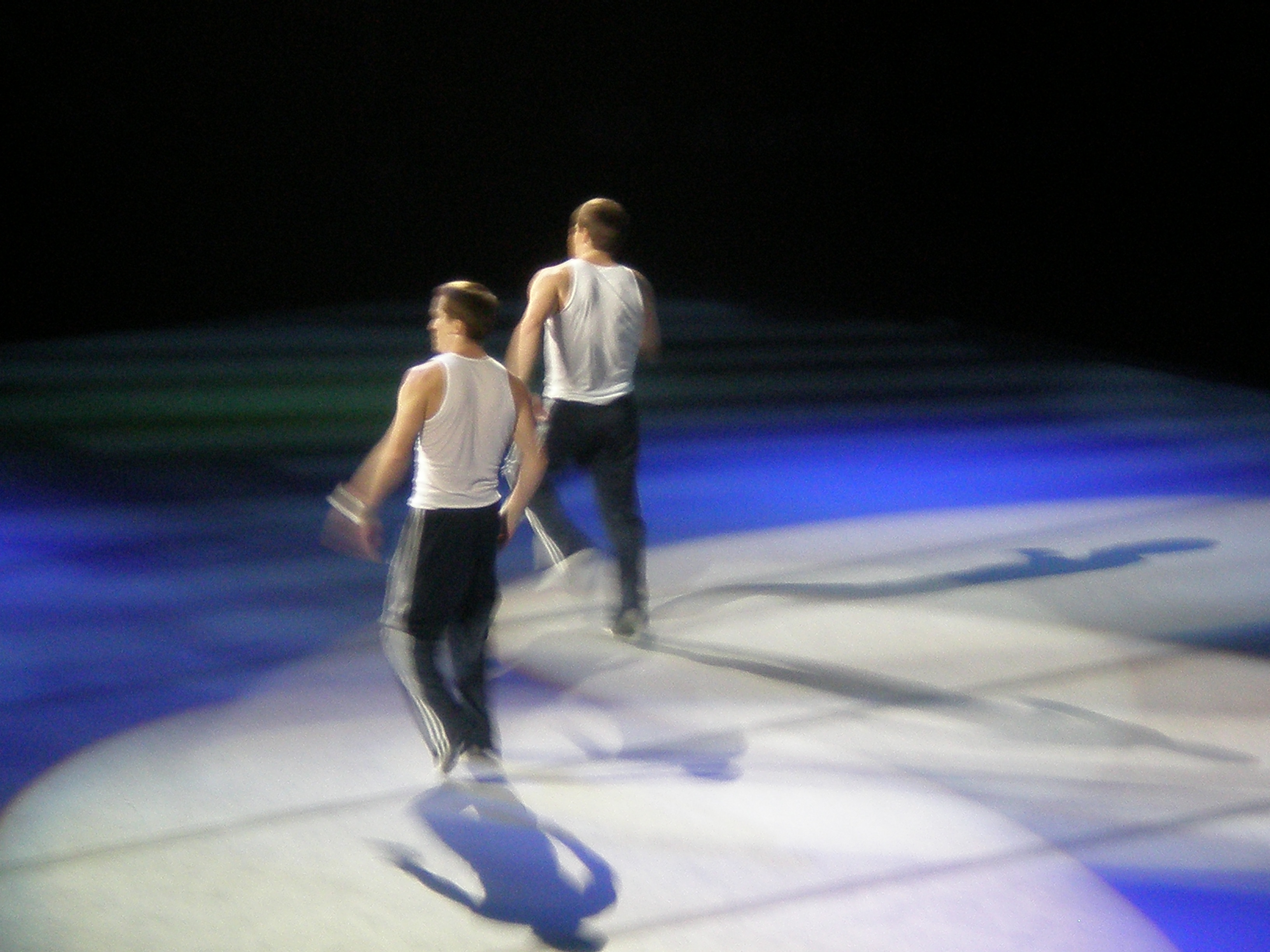
Los gemelos Paul y Morgan Hamm actuando

- *(televisado a nivel nacional en el canal MyNetwork TV el 26 de sept.)
- **(televisado a nivel nacional en el canal American Broadcasting Company el 12 de octubre)

## Participantes

### Gimnasta femeninas
- Shawn Johnson
- Nastia Liukin
- Chellsie Memmel
- Shannon Miller
- Ashley Postell
- Samantha Peszek
- Bridget Sloan
- Shayla Worley (despedida por problemas de disciplina)
- Alicia Sacramone (sustituyendo a Shayla Worley)

### Gimnastas masculinos
- Alexander Artemev
- Raj Bhavsar
- Joseph Hagerty
- Morgan Hamm
- Paul Hamm
- Jonathan Horton
- Justin Spring
- Kevin Tan
- Blaine Wilson

### Suplentes
- Aliane Baquerot
- Olga Karmansky
- Vladmir Sizov
- Mam Smith
- Luke Vexler